# Haviland, Kansas
Haviland là một thành phố thuộc quận Kiowa, tiểu bang Kansas, Hoa Kỳ. Năm 2010, dân số của xã này là 701 người.